# 강화성당
강화성당(江華聖堂)은 인천광역시 강화군 강화읍 관청길에 있는, 대한제국시대에 세워진 성공회 서울교구 소속의 성당이다. 강화읍에 있기 때문에 강화읍성당이라고도 한다. 한국에서 최초로 지어진 한옥 성당이다. 2001년 1월 4일 대한민국의 사적 제424호로 지정되었다.

## 개요
인천광역시 강화군 강화읍 관청4리에 있고, 한옥 형식으로 된 건물로 유명하다. 강화도에서 최초로 세워진 성당이기도 하다.
1981년에 경기도 지방유형문화재 111호로 지정되고, 강화군이 인천광역시에 편입되면서 인천광역시 지방유형문화재로 변경되었다가 2001년 1월 4일에 성공회 강화성당이라는 이름으로 사적 424호로 지정되었다. 보호면적은 6,452m2이며, 대한성공회 유지재단 등이 소유 및 관리하고 있다.
성당주변에는 강화군청, 강화읍사무소, 용흥궁, 강화초등학교, 고려궁지 등이 위치해 있다.
2009년에는 사회에 불만이 가득한 30대 남성에 의해 방화가 시도되었으나 감시원에 의해 발각되어서 화재를 면한 사건이 발생하였다.

## 역사
1896년(고종 33년) 강화에서 처음으로 한국인이 세례를 받은 것을 계기로, 1900년 11월 15일 대한성공회의 초대 주교인 찰스 존 코프(Bishop Charles John Corfe, 한국이름 고요한)가 건립하였다.
대한성공회에서 가장 오래된 역사를 지니며, 현존하는 한옥 교회 건물로서도 가장 오래된 것이다.
또한 한국인으로서는 1915년 첫 성공회 사제가 된 김희준 신부를 배출하였으며, 당시 한글로 기록된 사제 서품장은 예배당 내에 보존되어있다.

## 건축물 특징
교회의 내부는 로마의 바실리카 양식으로, 외관은 불교사찰의 형태를 따랐다.
강화읍 성당은 입구 계단, 외삼문과 내삼문, 성당 건물, 사제관으로 이루어져 있다. 외삼문은 솟을대문에 팔작지붕으로, 현판에는 성공회강화성당(聖公會江華聖堂)이라는 글이 한문으로 쓰여져 있다.
동쪽에 초대 사제의 묘비가 서 있다. 내삼문은 평대문에 팔작지붕으로, 서쪽 칸은 종각으로 쓰여 감사성찬례때 사용하는 종이 걸려있다.
성당의 현판에는 천주성전(天主聖殿)이라는 글이 한문으로 써져있고 팔작지붕과 돌로 되어 있는 십자가가 세워져 있다. 그 내외부는 서양식 장식이 거의 없는 전형적인 한옥의 형식을 따르고 있다.
정면 4칸, 측면 10칸의 바실리카식 평면구성으로, 내부공간은 교회기능에 충실하도록 연출하였다. 초기 성공회선교사들의 토착화 의지가 나타나 있는 성당건물이다.

## 갤러리

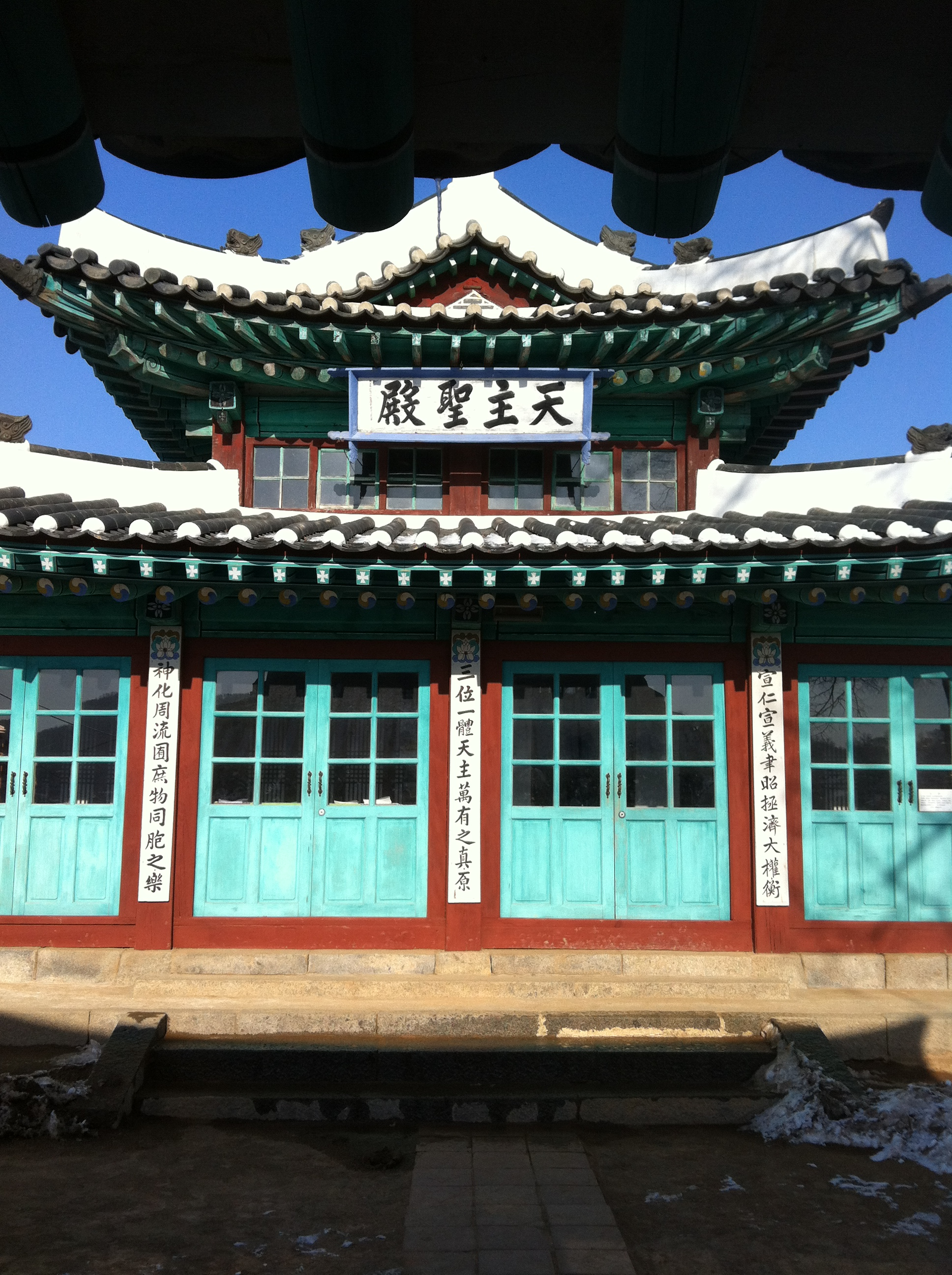
성공회 강화성당
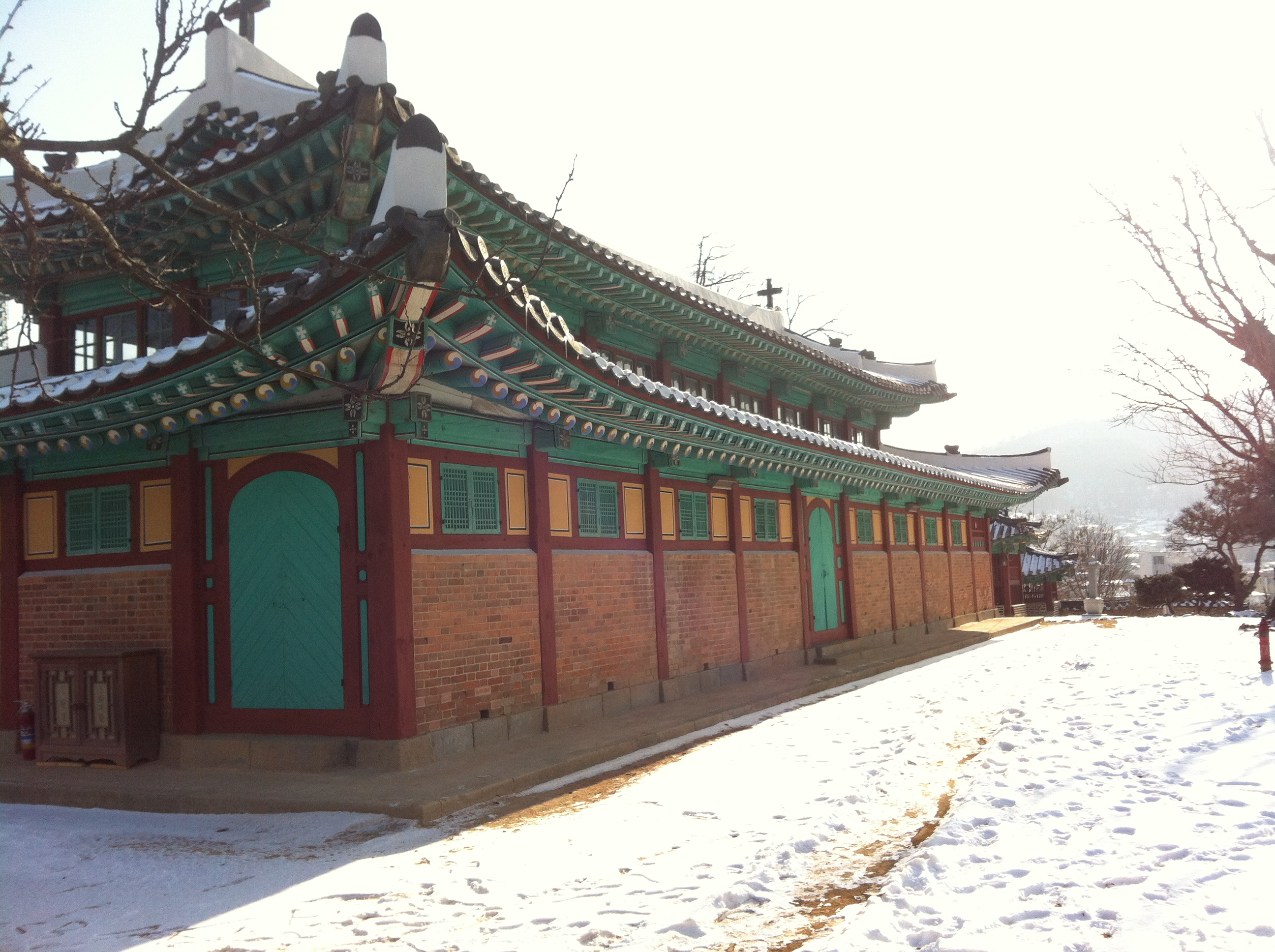
성공회 강화성당
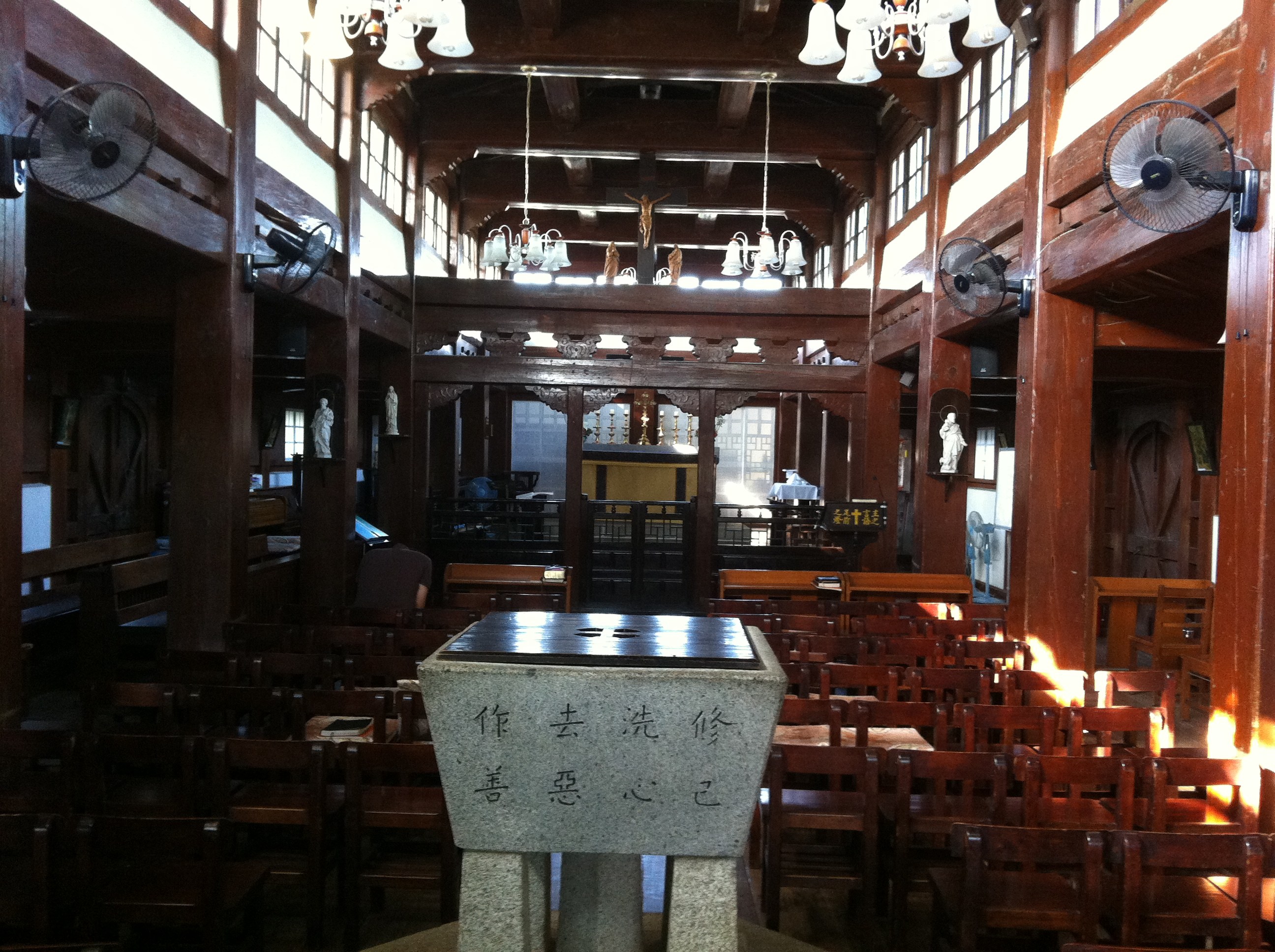
성공회 강화성당의 내부 (앞의 석조 세례대와 뒷편 제대는 등록문화재이다)

## 같이 보기
- 대한성공회 온수리성당
- 토착화
- 청주성공회성당
- 대한성공회 강화성당 제대 및 세례대 - 등록문화재 제705호

## 참고 문헌
- 《한국성공회사개관》, 대한성공회 출판부, 1980년
- 김정신, 〈초기 한국성당건축의 토착화에 관한 연구〉, 《건축사》 173호, 1983년
- 《두산백과사전》의 성공회 강화성당 항목